# 伊莎多·夏普
伊莎多·伊西·夏普，OC（英語：Isadore "Issy" Sharp，1931年10月8日—），加拿大酒店经营者和作家，是四季酒店的创始人兼董事长。

## 早年生涯
夏普生于多伦多，是波兰犹太人移民的儿子。他的父亲马克斯是虔诚的摩西师学者，为躲避1920年的反犹骚乱从波兰移居至巴勒斯坦地区，5年后移民加拿大。